# Perikarditis
Perikarditis je vnetje osrčnika oziroma perikarda, to je vlaknaste vrečke, ki obdaja srce. Simptomi navadno vključujejo nenadno ostro bolečino v prsih. Bolečina se lahko izrazi tudi v ramenih, vratu ali hrbtu. Po navadi se bolečina omili ob sedenju in poslabša ob ležanju ali globokem dihanju. Drugi simptomi so lahko zvišana telesna temperatura, slabost, razbijanje srca in težave z dihanjem. Občasno se simptomi pojavijo postopoma.
Vzrok perikarditisa je včasih neznan, vendar pa je verjetno najpogostejši vzrok virusna okužba. Drugi vzroki so bakterijska okužba, na primer tuberkuloza, uremični perikarditis, ki mu sledi srčni infarkt, rak, avtoimunska bolezen in poškodba prsnega koša. Diagnoza temelji na anamnezi bolečine v prsnem košu (perikardno zbadanje), spremembi v elektrokardiogramu (EKG) in dokazu prisotnosti tekočine okrog srca. Stanje, ki lahko povzroči podobne simptome, je tudi srčni napad.
Zdravljenje v večini primerov poteka z NSAID-i (nesteroidnimi protivnetnimi zdravili) in včasih tudi s kolhicinom. Kortikosteroidi se uporabljajo, če druga zdravila niso primerna. Običajno se simptomi izboljšajo v nekaj dneh ali tednih, vendar lahko v nekaterih primerih trajajo tudi več mesecev. Zapleti vključujejo srčno tamponado, miokarditis in konstriktivni perikarditis. Slednji je manj pogost vzrok bolečine v prsih. Perikarditis prizadene 3 na 10.000 ljudi na leto. Najpogosteje so prizadeti moški v starosti med 20 in 50 let. Do 30 % bolnikov doživi perikarditis več kot le enkrat.

## Znaki in simptomi
Substernalna ali leva prekordialna plevritična bolečina v prsnem košu s širjenjem v trapezni greben (spodnji del lopatice na hrbtu) je značilna bolečina pri perikarditisu. Bolečina se običajno omili ob sedenju ali nagibanju naprej, poslabša pa se ob ležanju (tako na hrbtu kot trebuhu) ali ob (globokem) vdihu. Podobna je tisti pri angini pektoris, vendar se razlikuje po tem, da se bolečina pri perikarditisu spreminja s položajem telesa, bolečina pri srčni kapi pa je na splošno stalna in podobna tiščanju. Drugi simptomi perikarditisa so suh kašelj, vročina, utrujenost in tesnoba.
Zaradi podobnosti bolečini pri srčni kapi lahko perikarditis napačno diagnosticiramo kot miokardni infarkt. Ta lahko povzroči tudi perikarditis, vendar se simptomi pogosto dovolj razlikujejo, da se lahko loči med obema diagnozama. Naslednja tabela prikazuje razlike med perikarditisom in miokardnim infarktom:
| Karakteristika                | Perikarditis                                                               | Miokardni infarkt |
| ----------------------------- | -------------------------------------------------------------------------- | --- |
| Opis bolečine                 | Ostra, plevritična, za prsnico ali na levi strani prsnega koša.            | Topa, podobna pritisku na prsni koš. |
| Širjenje bolečine             | Širi se na spodnjo stran lopatice ali pa se sploh ne širi.                 | Širi se v čeljust ali v levo roko ali pa se sploh ne širi.                                                                                       |
| Napor                         | Ne vpliva na spremembo bolečine.                                           | Poveča bolečino. |
| Položaj                       | Bolečina je hujša v ležečem položaju ali ob vdihu.                         | Ne vpliva na spremembo bolečine. |
| Nastanek in trajanje bolečine | Nenadna bolečina, ki traja več ur ali dni, preden bolnik pride na urgenco. | Nenadna ali postopoma nastajajoča bolečina, ki se lahko pojavlja v paroksizmih, zaradi česar bolnik hitro pride na urgenco ali pa čaka nekaj ur. |

### Klinični pregled
Klasičen znak perikarditisa je trenje, ki se ga sliši s stetoskopom pri pregledu srca in žilja, običajno na spodnjem levem robu prsnice. Drugi telesni znaki so stiska oz. prizadetost bolnika, od položaja odvisna bolečina v prsnem košu, diaforeza (prekomerno potenje), možno je tudi srčno popuščanje v obliki perikardne tamponade, ki povzroči paradoksni pulz, in Beckove triade – nizki krvni tlak (zaradi zmanjšanega srčnega minutnega volumna), tihi srčni toni in razširjene vratne vene.
Perikardnega trenja se ne sliši vedno. To je škripajoč, visokofrekventen šum, ki je bolje slišen ob levem spodnjem robu prsnice in ima bifazičen ˝sem in tja˝ šum ali pa je iz treh komponent, izmed katerih je zadnja težje slišna.

### Zapleti
Perikarditis lahko napreduje v perikardni izliv in sčasoma tamponado srca. To je mogoče opaziti pri ljudeh, ki imajo klasične znake perikarditisa, nato kažejo znake olajšanja, zatem pa se pojavijo znaki tamponade srca, ki vključujejo zmanjšano budnost in letargijo, paradoksni pulz (znižanje sistoličnega krvnega tlaka za vsaj 10 mmHg ob vdihu), nizek krvni tlak (zaradi manjšega srčnega iztisa), razširjenje jugularni ven zaradi desnostranskega srčnega popuščanja in posledične preobremenitve s tekočino, tišje srčne tone pri osluškovanju (avskultaciji) in uravnovešenje diastoličnih krvnih tlakov pri srčni kateterizaciji zaradi zožitve perikarda s tekočino.
V primerih srčne tamponade se na EKG ali Holterju vidijo električne spremembe, ki kažejo na nihanje srca v perikardu, napolnjenem s tekočino. Kapilarno polnjenje je lahko upočasnjeno, pride lahko tudi do hudega kolapsa žil in spremenjenega duševnega stanja bolnika zaradi hipoperfuzije telesnih organov, saj srce ne more učinkovito črpati krvi.
Diagnozo tamponade se lahko potrdi s transtorakalno ehokardiografijo (TTE), ki pokaže velik perikardni izliv in diastolični kolaps desnega prekata in desnega atrija. Rentgenska slika prsnega koša običajno pokaže povečano srčno silhueto (ki daje videz steklenice z vodo) in čista pljuča. Zastoja na pljučih običajno ni, ker izenačenje diastoličnega tlaka omejuje zagozditveni tlak pljučnih kapilar na intraperikardni tlak (in vse druge diastolične tlake).

## Vzroki

### Okužbe
Perikarditis je lahko posledica virusne, bakterijske ali glivične okužbe.
V razvitem svetu virusi najverjetneje povzročijo okoli 85 % primerov. V državah v razvoju je najpogostejši vzrok perikarditisa tuberkuloza, ki je v razvitem svetu redka. Virusni povzročitelji so koksakivirus, herpesvirus, virus mumpsa in HIV.
Najpogostejša bakterijska povzročitelja perikarditisa sta pnevmokok in povzročitelj tuberkuloze. Redek vzrok so lahko tudi anaerobne bakterije. Glivni perikarditis je običajno posledica histoplazmoze ali imunsko oslabljenega gostitelja, ki se okuži z glivami iz rodov Aspergillus, Candida ali Coccidioides. Najpogostejši vzrok perikarditisa na svetu je infekcijski perikarditis s tuberkulozo.

### Drugo
- Idiopatski: z rutinskim testiranjem ni mogoče odkriti vzroka;[3]
- Avtoimunska bolezen: sistemski lupus eritematozus, revmatična vročica,[3] s protitelesi IgG4 povezana bolezen;[14][15]
- Miokardni infarkt
  - Dresslerjev sindrom,[3]
  - perikarditis ob miokardnem infarktu;[16]
- Poškodba srca;[3]
- Uremija (uremični perikarditis);[3]
- Rak;[3]
- Stranski učinek nekaterih zdravil, na primer izoniazida, ciklosporina, hidralazina, varfarina ali heparina;
- Sevanje;[3]
- Aortna disekcija;[3]
- Postperikardiotomijski sindrom – po operativni odstranitvi perikarda;[3]
- Cepiva - npr. za črne koze[17][18] in COVID-19[19] v do sedaj redkih dokumentiranih primerih;

## Diagnostika

### Laboratorijski testi
Laboratorijske vrednosti lahko pokažejo povišano sečnino ali povišan kreatinin v krvi v primerih uremičnega perikarditisa. Na splošno pa so laboratorijske vrednosti v mejah normale, razen če pride do sočasnega miokardnega infarkta ali drugega velikega stresa za srce, ko lahko laboratorij pokaže povišane srčne označevalce, kot so troponin (I, T), CK-MB, mioglobin in LDH1 (laktatna dehidrogenaza izotip 1).
Prednostni za začetno diagnostiko je EKG, ki v 12-odvodnem elektrokardiogramu pokaže difuzne nespecifične konkavne (''sedlaste'') dvige segmenta ST v vseh odvodih, razen v aVR in V1 ter spust segmenta PR v kateremkoli odvodu razen v aVR. Sinusna tahikardija in nizkonapetostni kompleksi QRS se pokažejo tudi pri asimptomatski ravni perikardialnega izliva. Spust PR se pogosto opazi zgodaj v procesu, saj vnetje osrčnika prizadene prej tanke atrije kot pa prekate.
Od sredine 19. stoletja je bila večkrat postavljena retrospektivna diagnoza perikarditisa ob najdbi adhezij perikarda.
Ko se perikarditis diagnosticira klinično, osnovno vzrok pogosto ni znan, odkrijejo ga le pri 16-22 % bolnikov z akutnim perikarditisom.

### Slikovne preiskave
- Ultrazvočna slika perikardnega izliva pri bolniku s perikarditisom.
- Rentgenska slika perikardnega izliva pri bolniku s perikarditisom.

Na slikah, posnetih z magnetno resonanco z obtežitvijo T2, vneti perikard pokaže visoko intenzivnost signala. Kontrast z gadolinijem pokaže privzem kontrasta s strani vnetega perikarda. Normalni perikard ne pokaže nobenega kopičenja kontrasta.

### Klasifikacija
Perikarditis se lahko razvrsti glede na sestavo tekočine, ki se nabira okoli srca.
Vrste perikarditisa so tako naslednje:
- serozni,
- gnojni,
- uremični,
- kazeozni,
- hemoragični.

#### Akutni in kronični perikarditis
Glede na čas nastanka in trajanje se perikarditis deli na akutnega in kroničnega. Akutni perikarditis je pogostejši kot kronični perikarditis in se lahko pojavi kot zaplet okužbe, imunoloških pogojev ali celo kot posledica srčnega napada (miokardnega infarkta) kot Dresslerjev sindrom. Oblika kroničnega perikarditisa je konstriktivni perikarditis. Klasifikacija perikarditisa glede na trajanje je naslednja:
- Akutni (do 6 tednov), subakutni (od 6 tednov do 6 mesecev) in kronični (več kot 6 mesecev).

## Zdravljenje
Virusni ali idiopatski perikarditis se zdravi z aspirinom ali nesteroidnimi protivnetnimi zdravili (NSAID, kot je ibuprofen). Temu se lahko doda še kolhicin, ki zmanjša tveganje za nove epizode perikarditisa.
Hudi primeri lahko zahtevajo eno ali več od naštetega:
- Antibiotiki za zdravljenje tuberkuloze ali drugih bakterijskih vzrokov;
- Steroidi pri akutnem perikarditisu, vendar niso priporočljivi, ker povečajo možnost ponovitve perikarditisa;
- Perikardiocenteza za zdravljenje velikega perikardialnega izliva, ki povzroči tamponado.

Pri ponavljajočem se perikarditisu, ki je odporen na kolhicin in NSAID-e, so lahko koristna zdravila, ki vplivajo na delovanje interlevkina-1 – teh ni mogoče jemati v obliki tablet. Med te učinkovine spadajo anakinra, kanakinumab in rilonacept. Slednji je bil posebej odobren kot zdravilo sirota v tej situaciji. Uporabili so tudi azatioprin.
Kirurška odstranitev perikarda, perikardiektomija, pride v poštev v hudih primerih in kjer perikarditis povzroči zožitev, ki poslabša delovanje srca. Manj učinkovita je, če je perikarditis posledica poškodbe, pri starejših bolnikih in če je poseg opravljen nepopolno. Nevarnost smrti je med 5 in 10 %.

## Epidemiologija
Približno 30 % ljudi z virusno obliko perikarditisa ali perikarditisom neznanega vzroka ima eno ali več ponavljajočih se epizod.